# Old Friends from Young Years
Old Friends from Young Years es el tercer EP por la banda de rock Papa Roach, producido por ellos mismos y lanzado el 4 de febrero del 1997. Este álbum, junto con otros EP independientes, fueron lanzados en el sello ahora difunto, Onion Hardcore, se llamó así porque la agricultura de la cebolla es un alimento básico en la ciudad natal de Papa Roach, Vacaville, California. El álbum fue coproducido por el padre del bajista Tobin Esperance, quién incluyó una grabación de audio de Tobin de niño como bonus track en el álbum.

## Edición Fan Club
En 2005, Papa Roach relanzó el álbum exclusivamente a nuevos miembros de su fan club, P-Roach Riot!. La edición fan club tiene un nuevo cover e incluía una tarjeta de miembro oficial del club de fanes. Las primeras 2,000 copias fueron firmadas por los cuatro miembros de la banda. Las canciones "Thanx" y "Unlisted" no son incluidas en el relanzamiento. La canción "Grrbrr" no aparece en la contraportada, pero la canción está en el disco. Hay una canción oculta al final del álbum, el demo rock de "Tightrope."

## Lista de canciones
Todas las canciones fueron escritas y compuestas por Papa Roach.

Todas las canciones escritas y compuestas por Papa Roach. 
| N.º | Título                    | Duración |  |
| 1.  | «Intro»                   | 0:28     |  |
| 2.  | «Orange Drive Palms»      | 4:53     |  |
| 3.  | «Liquid Diet»             | 4:19     |  |
| 4.  | «Grrbrr»                  | 4:14     |  |
| 5.  | «Isedufukndie»            | 4:16     |  |
| 6.  | «Dirtycutfreak»           | 2:45     |  |
| 7.  | «Living Room»             | 4:14     |  |
| 8.  | «829»                     | 4:35     |  |
| 9.  | «Peewagon»                | 4:43     |  |
| 10. | «Hedake»                  | 5:20     |  |
| 11. | «Shut Up N Die (Reprise)» | 2:33     |  |
| 12. | «Thanx»                   | 4:50     |  |
| 13. | «Unlisted»                | 1:54     |  |

### Edición Fan Club
| N.º | Título                    | Duración |  |
| 1.  | «Intro»                   | 0:27     |  |
| 2.  | «Orange Drive Palms»      | 4:54     |  |
| 3.  | «Liquid Diet»             | 4:22     |  |
| 4.  | «Grrbrr»                  | 4:14     |  |
| 5.  | «Isedufukndie»            | 4:16     |  |
| 6.  | «Dirtycutfreak»           | 2:46     |  |
| 7.  | «Living Room»             | 3:59     |  |
| 8.  | «829»                     | 4:34     |  |
| 9.  | «Peewagon»                | 4:43     |  |
| 10. | «Hedake»                  | 5:22     |  |
| 11. | «Shut Up N Die (Reprise)» | 2:36     |  |
| 12. | «Tightrope (Rock Demo)»   | 3:33     |  |

## Personal
- Jacoby Shaddix - voz principal
- Jerry Horton - guitarra principal, coros
- Tobin Esperance - bajo, coros
- Dave Buckner - batería, percusión